# Zgromadzenie Narodowe Republiki Białorusi
Zgromadzenie Narodowe Republiki Białorusi (biał. Нацыянальны сход Рэспублікі Беларусь, trb. Nacyjanalny schod Respubliki Biełaruś; ros. Национальное собрание Республики Беларусь, trb. Nacyonalnoje sobranije Riespubliki Biełaruś) – dwuizbowy parlament Republiki Białorusi. Parlament dzieli się na dwie izby, którymi są:
- Izba Reprezentantów Zgromadzenia Narodowego Republiki Białorusi – izba niższa
biał. Палата прадстаўнікоў, trb. Pałata pradstaunikou
ros. Палата представителей, trb. Pałata priedstawitielej
- Rada Republiki Zgromadzenia Narodowego Republiki Białorusi – izba wyższa
biał. Савет Рэспублікі, trb. Sawiet Respubliki
ros. Совет Республики, trb. Sowiet Riespubliki.

Obie izby Zgromadzenia Narodowego RB zbierają się na dwóch regularnych sesjach parlamentu. Pierwsza sesja rozpoczyna się 2 października i nie może trwać więcej niż 80 dni, druga sesja rozpoczyna się 2 kwietnia i nie może trwać dłużej niż 90 dni. W sprawach nadzwyczajnych Prezydent RB wraz z przewodniczącymi obu izb parlamentu mogą zwołać specjalną sesje Zgromadzenia Narodowego RB, na którą muszą się jeszcze zgodzić członkowie parlamentu. Aby przyjąć ustawę na specjalnej sesji, potrzebna jest większość wynosząca 2/3 wszystkich głosów.

## Lista przewodniczących białoruskiego parlamentu
| #                                  | Imię i Nazwisko                    | Portret | Kadencja             | Kadencja             | Partia polityczna | Partia polityczna |
| #                                  | Imię i Nazwisko                    | Portret | Od                   | Do                   | Partia polityczna | Partia polityczna |
| ---------------------------------- | ---------------------------------- | ------- | -------------------- | -------------------- | ----------------- | ----------------- |
| Przewodniczący Rady Najwyższej     |                                    |         |                      |                      |                   |                   |
| 1                                  | Stanisłau Szuszkiewicz (1934–2022) |         | 19 września 1991     | 26 stycznia 1994     |                   | bezpartyjny       |
|                                    | Wiaczasłau Kuzniacou (ur. 1947)    |         | 26 stycznia 1994     | 28 stycznia 1994     |                   | bezpartyjny       |
| 2                                  | Mieczysłau Hryb (ur. 1938)         |         | 28 stycznia 1994     | 10 stycznia 1996     |                   | bezpartyjny       |
| 3                                  | Siamion Szarecki (ur. 1936)        |         | 10 stycznia 1996     | 27 listopada 1996    |                   | BPA               |
| Przewodniczący Izby Reprezentantów |                                    |         |                      |                      |                   |                   |
| 4                                  | Anatolij Małafiejeu (1933–2022)    |         | 30 listopada 1996    | 21 listopada 2000    |                   | BPZL „SŚ”         |
| 5                                  | Wadzim Papou (ur. 1940)            |         | 21 listopada 2000    | 16 listopada 2004    |                   | bezpartyjny       |
| 6                                  | Uładzimir Kanaplou (ur. 1954)      |         | 16 listopada 2004    | 2 października 2007  |                   | bezpartyjny       |
| (5)                                | Wadzim Papou (ur. 1940)            |         | 7 października 2007  | 27 października 2008 |                   | bezpartyjny       |
| 7                                  | Uładzimir Andrejczanka (ur. 1949)  |         | 27 października 2008 | 22 marca 2024        |                   | bezpartyjny       |
| 8                                  | Igor Sergeenko (ur. 1963)          |         | 22 marca 2024        | nadal                |                   | bezpartyjny       |
| Przewodniczący Rady Republiki      |                                    |         |                      |                      |                   |                   |
| 9                                  | Pawieł Szypuk (1949–2014)          |         | 13 stycznia 1997     | 19 grudnia 2000      |                   | bezpartyjny       |
| 10                                 | Alaksandr Wajtowicz (ur. 1938)     |         | 19 grudnia 2000      | 25 lipca 2003        |                   | bezpartyjny       |
| 11                                 | Hienadź Nawicki (ur. 1949)         |         | 28 lipca 2003        | 31 października 2008 |                   | bezpartyjny       |
| 12                                 | Barys Batura (ur. 1947)            |         | 31 października 2008 | 20 maja 2010         |                   | bezpartyjny       |
| 13                                 | Anatol Rubinau (ur. 1939)          |         | 24 maja 2010         | 16 stycznia 2015     |                   | bezpartyjny       |
| 14                                 | Michaił Miasnikowicz (ur. 1950)    |         | 16 stycznia 2015     | 6 grudnia 2019       |                   | bezpartyjny       |
| 15                                 | Natalla Kaczanawa (ur. 1960)       |         | 6 grudnia 2019       | nadal                |                   | bezpartyjny       |